# Juventud Alemana (Eslovaquia)
La Juventud Alemana en Eslovaquia (en alemán: Deutsche Jugend in der Slowakei, abreviado DJ) fue una organización juvenil en la República Eslovaca de la Segunda Guerra Mundial. La organización funcionó como el ala juvenil del Partido Alemán. La DJ se inspiró en las Juventudes Hitlerianas de la Alemania nazi. El líder (Landesleiter) de la DJ fue F. Klug.
La DJ funcionó como un "puente" entre las Juventudes Hitlerianas y la Juventud de Hlinka eslovaca. Durante el desfile en Bratislava para celebrar la sesión inaugural del 18 de enero de 1939 de la nueva Dieta de la Tierra Eslovaca, miembros de la DJ con camisas marrones se unieron a la marcha.
La DJ creció rápidamente y organizó a los jóvenes de todo el país en lugares donde vivían poblaciones étnicas alemanas. La organización llevó a cabo campañas de propaganda activas y realizó actividades de capacitación en la doctrina nacionalsocialista en áreas donde no había escuelas alemanas. En enero de 1939 la DJ afirmaba tener alrededor de 12.000 miembros, para 1940 el número de miembros reclamados había aumentado a 17.400. En 1941, la DJ afirmó tener alrededor de 18.000 miembros organizados en unos 150 grupos locales. Los grupos de la DJ locales se organizaron en tres Banne (Batallones). La membresía de la DJ estaba formada por jóvenes de 10 a 18 años; los niños de 10 a 14 años se agruparon en la Deutsches Jungvolk (como la Deutsches Jungvolk en la Alemania nazi), los niños de 14 a 18 años en la Deutsche Jugend, las niñas de 10 a 14 años en la Jungmädelbund (como la Jungmädelbund en el Reich) y las niñas de 15 a 14 en Bund Deutscher Mädel (como la BDM en el Reich).
La DJ usó un uniforme casi idéntico a los que usaban las Juventudes Hitlerianas, excepto que el emblema de la organización incluía una esvástica en un escudo.
Los miembros de DJ fueron reclutados para el servicio militar en la guerra contra Polonia en septiembre de 1939. Mediante el decreto núm. 311 emitida el 21 de diciembre de 1939, el gobierno eslovaco reconoció al FS y a la DJ como organizaciones paramilitares que operan dentro del marco del Partido Alemán. A medida que avanzaba la Segunda Guerra Mundial, muchos de los miembros de la DJ pasaron a servir en las Waffen-SS alemanas.
En medio de la insurrección nacional eslovaca de 1944, el Consejo Nacional Eslovaco declaró a DJ disuelto en uno de sus primeros actos legislativos.